# Methuen (Massachusetts)
Methuen è una città degli Stati Uniti d'America facente parte della contea di Essex nello stato del Massachusetts.
La città fu fondata nel 1642 e nel 1725 fu riconosciuta come town rendendosi indipendente da Haverhill e assumendo come nome quello del diplomatico inglese Paul Methuen.